# Fruta en almíbar

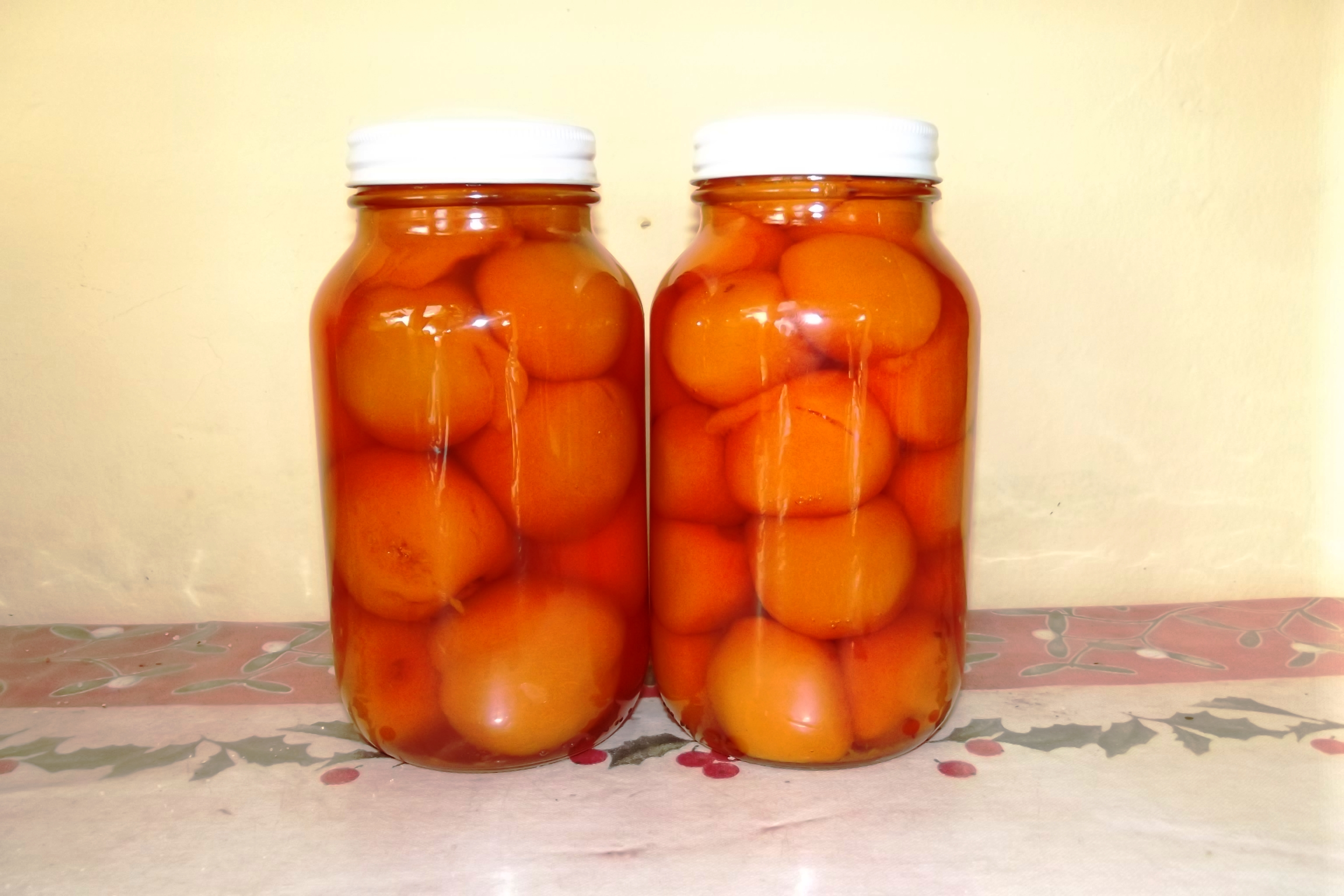
Frutas en almíbar

La fruta en almíbar es un tipo de confitura que se obtiene de trozos de fruta u hortaliza (pueden ser cuadritos, medios, cuartos, rodajas, julianas), que se cuecen con un jarabe o almíbar hasta que este espese. En este proceso hay intercambio o desplazamiento de agua del medio hipotónico (donde hay menos cantidad de solutos) al medio hipertónico (donde hay más cantidad de solutos) la cual es reemplazada por solutos (sólidos solubles s.s) que se encuentran es el medio hipertónico, es decir, sale el agua contenida en la fruta y entra en ella los azúcares del jarabe o almíbar. Este proceso es utilizado para la conservación de la fruta para ser consumida después de un largo período de tiempo.
Por extensión se le suele denominar dulce de frutas (nombrando la fruta en específico).

## Componentes del jarabe o almíbar
- Sacarosa (en relación 1,4:2 , es decir, 1,4 kg de sacarosa a 2 L de agua)
- Ácido cítrico, ácido ascórbico para controlar el pH o la acidez
- CMC (carboximentilcelulosa) para espesar el jarabe o almíbar.
- Agua.

En algunos casos la sacarosa es reemplazada por piloncillo, lo cual le da un tono más oscuro y ocasionalmente pueden añadirse especias como clavo o canela. En el caso de que el ingrediente a confitar presente una corteza firme y fibrosa, se puede utilizar cal para que la misma torne crujiente, este método se suele emplear mayormente en países como Colombia (donde se le llama calado) y en Venezuela y el Litoral argentino es muy común emplearlo con la papaya verde (en cuyo caso en este país se le conoce como dulce de lechosa y en la región mencionada como dulce de mamón). En Uruguay este proceso se utiliza en la preparación dulce del zapallo y de la batata, donde es tradicional y se conoce como 'zapallo en almíbar' y 'boñato en almíbar', respectivamente. Este proceso puede conllevar la inmersión o marinado temporal del ingrediente principal en una solución de hidróxido de calcio, de la que pasado el tiempo se cuela y luego enjuaga.

## Requerimientos de las frutas en almíbar
- Estado de madurez
- Tamaño y forma adecuados.
- Resistencia (la suficiente como para seguir firme o unida después de la cocción)
- Acidez (no se puede trabajar con frutas muy dulces)

Algunas de las frutas que cumplen estos requerimientos y por tanto más comunes, son: durazno, ciruela, cerezas, frutillas, pera e higos, si bien pueden encontrarse otros más exóticos como ananá, guayaba, papaya, leeches, etc.

## Proceso de deshidratación osmótica para frutas en almíbar
Este proceso va en el siguiente orden

### Para la fruta
- Recepción de la fruta.
- Selección y clasificación.
- Lavado
- pelado
- Retirado de las semillas ( si es posible).
- Troceado (picado).
- Cocción.

### Para el jarabe
- Pasteurización del agua.
- Adición de sacarosa.
- Adición de estabilizantes y reguladores de acidez.

Tras estos procesos
- Envasado.
- Sellado.
- Esterilizado.
- Enfriamiento (al ambiente)
- Etiquetado.
- Almacenamiento y comercialización.